# Reichenbachia taphrocera
Reichenbachia taphrocera är en skalbaggsart som beskrevs av Thomas Casey 1897. Reichenbachia taphrocera ingår i släktet Reichenbachia och familjen kortvingar. Inga underarter finns listade i Catalogue of Life.